# Andrzej Markowicz
Andrzej Paweł Markowicz (ur. 1942 w Warszawie) – polski malarz, scenograf, reżyser, profesor ASP w Gdańsku.

## Życiorys
Studiował w latach 1962–1969 w Państwowej Wyższej Szkole Sztuk Plastycznych w Gdańsku, dyplom uzyskał w 1969 r. na Wydziale Malarstwa w pracowni prof. Władysława Jackiewicza. Po studiach pracował jako scenograf w Gdańskim Ośrodku Telewizji, w 1972 r. zadebiutował w teatrze. Współpracuje z wieloma teatrami w kraju i za granicą. Twórca ponad 130 scenografii, które przygotował do przedstawień teatralnych i operowych w Szwajcarii, Niemczech, Rosji, na Węgrzech, Jugosławii i Czechosłowacji. W Polsce współpracował między innymi z teatrami: Polskim, Studio, Ateneum, Dramatycznym i Powszechnym w Warszawie, Wybrzeżem i Operą Bałtycką w Gdańsku, Współczesnym we Wrocławiu, operami w Krakowie i Poznaniu. Część projektów przygotował do własnej inscenizacji, wśród których zwłaszcza przedstawienia sztuk Witkacego przyniosły mu szczególne uznanie.
W latach 1983–1984 przebywał na stypendiach: Międzynarodowego Instytutu Teatralnego w Paryżu oraz w British Council w Londynie.
W 1991 r. rozpoczął współpracę z Fundacją Theatrum Gedanense, dla której stworzył cykl projektów koncepcyjnych przedstawiających przyszły teatr elżbietański w Gdańsku. W latach 1995 i 1999 reprezentował Polskę na światowej wystawie scenografii – Praskie „Quadriennale”. Od 1991 r. wykłada w Akademii Sztuk Pięknych w Gdańsku. W 1994 r. założył w tejże akademii Międzywydziałową Pracownię Scenografii. Ponadto wykładał zagadnienia plastyki teatralnej na Uniwersytecie Essex w Colchester (1984), Uniwersytecie Artystycznym (dawna ASP) w Poznaniu (2009–2010) i Uniwersytecie Gdańskim (2001–2002) oraz kierował Katedrą Scenografii i Projektowania Przestrzeni Publicznej w ASP Gdańsk.

## Nagrody
- Wyróżnienie Klubu Krytyki Teatralnej (1977)
- Nagroda na XXI Festiwalu Teatrów Polski Północnej w Toruniu za scenografię do przedstawienia Krawiec z Teatru im. W. Horzycy w Toruniu (1979)
- Nagroda „Gazety Pomorskiej” na XXIII Festiwalu Teatrów Polski Północnej za inscenizację i scenografię (1981)
- Nagroda Złotej Karety na XXVI Festiwalu Teatrów Polski Północnej w Toruniu za inscenizację i scenografię Bezimiennego dzieła (1984)
- Nagroda Wojewody Gdańskiego z okazji Międzynarodowego Dnia Teatru za reżyserię Bezimiennego dzieła (1984)
- Nagroda Wojewody Gdańskiego za najlepszą scenografię sezonu 1996/1997 do Wędrówek Mistrza Kościeja Ghelderode na scenie Teatru Miniatura w Gdańsku (1997)
- Nagroda Wojewody Pomorskiego w kategorii „Sztuki wizualne” za rok 1998 (1999)
- Nagroda Rektora Akademii Sztuk Pięknych w Gdańsku (2001)
- Nagroda Prezydenta Miasta Gdańska w Dziedzinie Kultury z okazji jubileuszu 45-lecia pracy artystycznej, za liczne scenografie i inscenizacje, za znakomite realizacje tekstów Witkacego i Mrożka (2013)[3]

Źródło:.